# جهانگیر تفضلی
جهانگیر تفضلی (۱۲۹۳ – ۲۹ آذر ۱۳۶۹) نویسنده، روزنامه‌نگار، دولتمرد و قانونگذار دوره پهلوی بود. 
تفضلی از سال ۱۳۲۲ تا ۱۳۳۴ روزنامهٔ ایران ما را منتشر می‌کرد و در زمان نخست‌وزیری عبدالحسین هژیر مدتی معاون او بود. در انتخابات هجدهمین دوره مجلس شورای ملی در بهمن ۱۳۳۲ نامزد حوزه انتخابیه زابل شد که رقیب او اسدالله علم بیشترین آرا را به دست آورد. اما علم از پذیرش نمایندگی استعفا کرد و به جای او تفضلی به مجلس راه یافت.
سرپرست دانشجویان ایرانی در اروپا ۱۳۳۴-۱۳۳۹ کرد. بعدها در دولت اسدالله علم وزیر مشاور شد. در سال ۱۳۷۰ خودکشی کرد.